# 博滕海林根
博滕海林根是德国图林根州的一个市镇。总面积9.46平方公里，总人口487人，其中男性246人，女性241人（2011年12月31日），人口密度51人/平方公里。